# 杨一奔

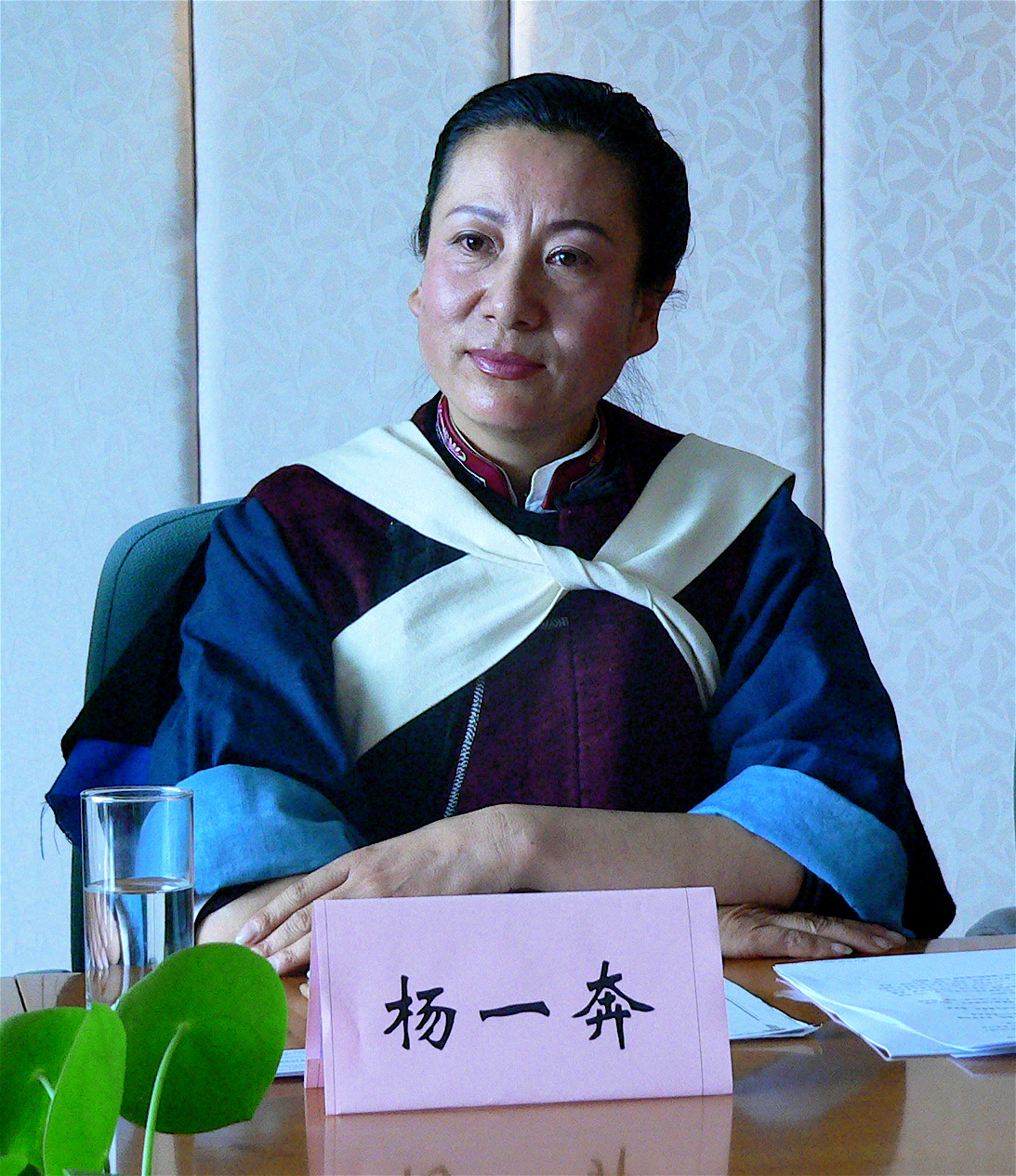
2006年时的杨一奔

杨一奔（1958年—），纳西族，中华人民共和国政治人物、第十一届全国政协委员。
担任云南省丽江市副市长。2008年，当选第十一届全国政协委员，代表少数民族界，分入第五十组。